# Saint-Étienne-sur-Reyssouze

Saint-Étienne-sur-Reyssouze este o comună în departamentul Ain din estul Franței.